# Yunshan Shuiku
Yunshan Shuiku är en reservoar i Kina. Den ligger i provinsen Jiangxi, i den sydöstra delen av landet, omkring 45 kilometer nordväst om provinshuvudstaden Nanchang. Yunshan Shuiku ligger 42 meter över havet. Trakten runt Yunshan Shuiku består till största delen av jordbruksmark.
Genomsnittlig årsnederbörd är 2 096 millimeter. Den regnigaste månaden är juni, med i genomsnitt 340 mm nederbörd, och den torraste är oktober, med 36 mm nederbörd.